# Kalidiatou Niakaté
Kalidiatou Niakaté (n. 15 martie 1995, în Aubervilliers) este o handbalistă franceză care joacă pentru echipa națională a Franței. Handbalista a făcut parte din echipa Franței care a câștigat medalia de aur la Campionatul Mondial din 2017, desfășurat în Germania, și la Jocurile Olimpice din 2020, desfășurate la Tokyo.

## Carieră
A jucat pentru cluburile franceze Nantes Handball și Brest Bretagne Handball. În 2022 s-a transferat la CSM București.

## Palmares

### Club
- Liga Campionilor:
  - Finalistă: 2021

- Cupa Cupelor EHF:
  - Finalistă: 2013

- Cupa Challenge EHF:
  - Finalistă: 2014

- Campionatul Franței:
  - Câștigătoare: 2021
  - Finalistă: 2014, 2015

- Cupa Franței:
  - Câștigătoare: 2021
  - Finalistă: 2014, 2017

- Cupa Ligii Franței:
  -  Câștigătoare: 2013

### Echipa națională
Kalidiatou Niakaté a debutat la echipa națională a Franței în martie 2015, într-un meci din cadrul Golden League.
- Jocurile Olimpice:
  -  Medalie de aur: 2020

- Campionatul Mondial:
  -  Medalie de aur: 2017

- Campionatul European:
  -  Medalie de aur: 2018
  -  Medalie de argint: 2020

## Decorații
- Cavaler al Legiunii de onoare: 2021[8]